# Røst
Pour les articles homonymes, voir Rost (homonymie).
Røst est une commune du Comté de Nordland en Norvège. 

## Géographie
Le territoire de la municipalité est constitué de quelque  395 îles et récifs situés à une centaine de kilomètres au large de la côte norvégienne, et au sud-ouest des îles Lofoten. La commune accueille l'une des plus importantes falaises ébergeant des oiseaux dans l'Océan Atlantique nord, avec notamment des colonies de puffins, mouettes tridactyles, cormorans…

### Îles
La commune est composée de plusieurs îles dont : 
- Røstlandet ;
- Stavøya ;
- Storfjellet ;
- Vedøya ;
- Sandholmen.

### Climat
Røst et Værøy sont des localités connues des météorologistes, car elles sont les localisations les plus septentrionales au monde où il n'y a pas d'hiver météorologique, à savoir que la température moyenne est supérieure à zéro tout au long de la saison. Les températures hivernales dans les sud-Lofoten forment la plus importante anomalie de température du monde liée à la latitude.

## Histoire
Une description de la vie sur ces îles à l'époque médiévale nous a été donnée par le capitaine de vaisseau vénitien Pietro Querini, qui fut sauvé par les insulaires en 1432. Il décrivit la vie en ces lieux comme très harmonieuse et pieuse. Cette extraordinaire aventure humaine est relatée dans le roman Pietro Querini, les naufragés de Röst de Benjamin Guérif (éditions Rivages, 2007).

## Économie
Rost, l'île la plus méridionale de l'archipel des Lofoten, est totalement dépendante de la pêche. Le hareng à partir de septembre et surtout le cabillaud de janvier à avril ont fait la richesse des habitants des Lofoten.